# Голошумов, Сергей Иванович
Сергей Иванович Голошумов (род. 8 июня 1963, Москва) — советский и российский хоккеист, вратарь. Тренер.

## Биография
Хоккеем стал заниматься с семи лет, через пару лет встал в ворота. Воспитанник московского «Спартака». Дебютировал в составе команды в чемпионате СССР в сезоне 1983/84. Был третьим вратарём после Виктора Дорощенко и Дмитрия Сапрыкина. В сезоне 1985/86 не провёл ни одного матча (третьим вратарём был Алексей Червяков), с сезона 1987/88 стал основным вратарём «Спартака». В сезоне 1989/90 также играл за «Кристалл» Электросталь в первой лиге. После сезона 1991/92 из-за проблем с дисциплиной ушёл из «Спартака» и перешёл в «Нефтехимик» Нижнекамск.
Участник Суперсерии 1988/1989 с клубами НХЛ в составе ЦСКА.
Победитель домашнего молодёжного чемпионата мира 1983. Победитель турнира «Приз Известий» в составе сборной СССР в 1988 году. В сезоне 1987/88 вошёл в список лучших игроков чемпионата СССР. Серебряный призёр чемпионата СССР (1984, 1991). Бронзовый призёр чемпионата СССР (1992).
В 1993 году из-за большой межпозвоночной грыжи был парализован на левую сторону. Перенёс в общей сложности пять операций. Решил уйти из спорта. Открыл с другом магазин и работал администратором в гостиничном комплексе. Есть информация, что в сезонах 1996/97 — 1997/98 выступал за «Дизелист-2» Пенза.
В 2002 году у Голошумова от рака скончалась жена. Он решил вернуться в хоккей, став тренером вратарей. Работал в женских командах «Торнадо» (завоевал две золотые медали) и сборной России (2006—2007). Работал в клубах «Спартак» Москва (2007/08 — 2009/10, 2013/14, 2015/16), МХК «Спартак» Москва (2010/11 — 2012/13, с 2016/17), «Атланты» (2014/15).